# جانیس استرایکس
جانیس استرایکس (به لتونیایی: Jānis Streičs) (زاده ۲۶ سپتامبر ۱۹۳۶) یک فیلم‌ساز اهل لتونی است.
او با فیلم فرزند آدم (۱۹۹۱) در جشنواره بین‌المللی فیلم کودک شیکاگو برنده جایزه دومین فیلم این جشنواره شد. این جایزه اولین دستاورد در سینمای لتونی پس از استقلال شناخته می‌شود. فرزند آدم به عنوان نماینده سینمای لتونی به شصت و پنجمین دوره جوایز اسکار دربخش بهترین فیلم بین‌المللی ارائه شد که موفقیتی به همراه نداشت.
سالن نمایش (۱۹۷۸)، یک لیموزین به رنگ شب تابستان(۱۹۸۷) و فرزند آدم (۱۹۹۱) هر ۳ فیلم جانیس استرایکس در جشنواره لیالایس کریستاپس Lielais Kristaps (کریستوفر بزرگ) برنده جایزه بهترین فیلم شدند. جشنواره فیلم کریستوفر بزرگ مهم‌ترین رویداد سینمایی در کشور لتونی است.